# 花泉駅
花泉駅（はないずみえき）は、岩手県一関市花泉町花泉字地平（ちだいら）にある、東日本旅客鉄道（JR東日本）東北本線の駅である。

## 歴史
- 1890年（明治23年）4月16日：開業[2][4]。
- 1982年（昭和57年）11月15日：貨物の取り扱いを廃止[4]。
- 1985年（昭和60年）3月14日：荷物の扱いを廃止[4]。
- 1987年（昭和62年）4月1日：国鉄分割民営化により、JR東日本の駅となる[4]。
- 2003年（平成15年）10月1日：業務委託化。花泉駅長（一ノ関駅助役待遇）を廃止。[要出典]
- 2015年（平成27年）5月19日：みどりの窓口の営業を終了。[要出典]
- 2022年（令和4年）3月12日：終日無人化[3]。
- 2024年（令和6年）10月1日：えきねっとQチケのサービスを開始[1][5]。

## 駅構造
一ノ関駅管理の無人駅で、単式ホーム1面1線と島式ホーム1面2線、計2面3線のホームを持つ地上駅である。互いのホームは跨線橋で連絡している。2022年（令和4年）3月12日のダイヤ改正前日までは業務委託駅（JR東日本東北総合サービス委託）で、窓口と自動券売機が設置されていた。
現在の駅舎が建設された当時、公衆トイレは駅舎改札外の横（北側・一ノ関方。花泉支所管理・夜間自動閉鎖）にあり、また、入口南側の部屋にも待合所があったが、駅無人化に伴い、いずれも防犯上の理由と称して現在は封鎖されてしまい、倉庫と係員専用口にされた。かつては、国鉄貨物の取り扱い駅であった。その跡地は1番線南（小牛田方）にある廃線跡として残るほか、フェンスを隔てて整備された無料駐輪場敷地の一部として活用されている。
東北新幹線開業前は、寝台急行列車や速達タイプの一部を除く急行列車が停車していた。もともと、沿線住民などによる陳情がきっかけで数本の急行が停車するようになる。また、岩手県南バス（現在の岩手県交通）が千厩町から藤沢町市街地を経由し、北上川に架かる北上川橋を渡って花泉駅へ向かう路線バス運行に力を注いだ。花泉駅から国鉄列車へ乗り継ぐ乗客が増えたため、当駅に停車する急行列車の本数が増えたとの経緯がある。加えて、当時の国鉄荷電代行バスが千厩から藤沢を抜け、花泉駅に寄ってから一ノ関駅へ運行するルートも存在していた。鉄道の走っていない藤沢町にとっては、花泉駅へ出る路線バスは極めて重宝されていた。現在このルートは岩手県交通が廃線となり一関市営バスが代替し平日4便土曜2便運行となった。

### のりば
| 番線 | 路線      | 方向 | 行先             |
| ---- | --------- | ---- | ---------------- |
| 1    | ■東北本線 | 上り | 小牛田・仙台方面 |
| 2・3 | ■東北本線 | 下り | 一ノ関方面       |

- 3番線は下り最終列車が使用する（2024年〈令和6年〉3月時点）。

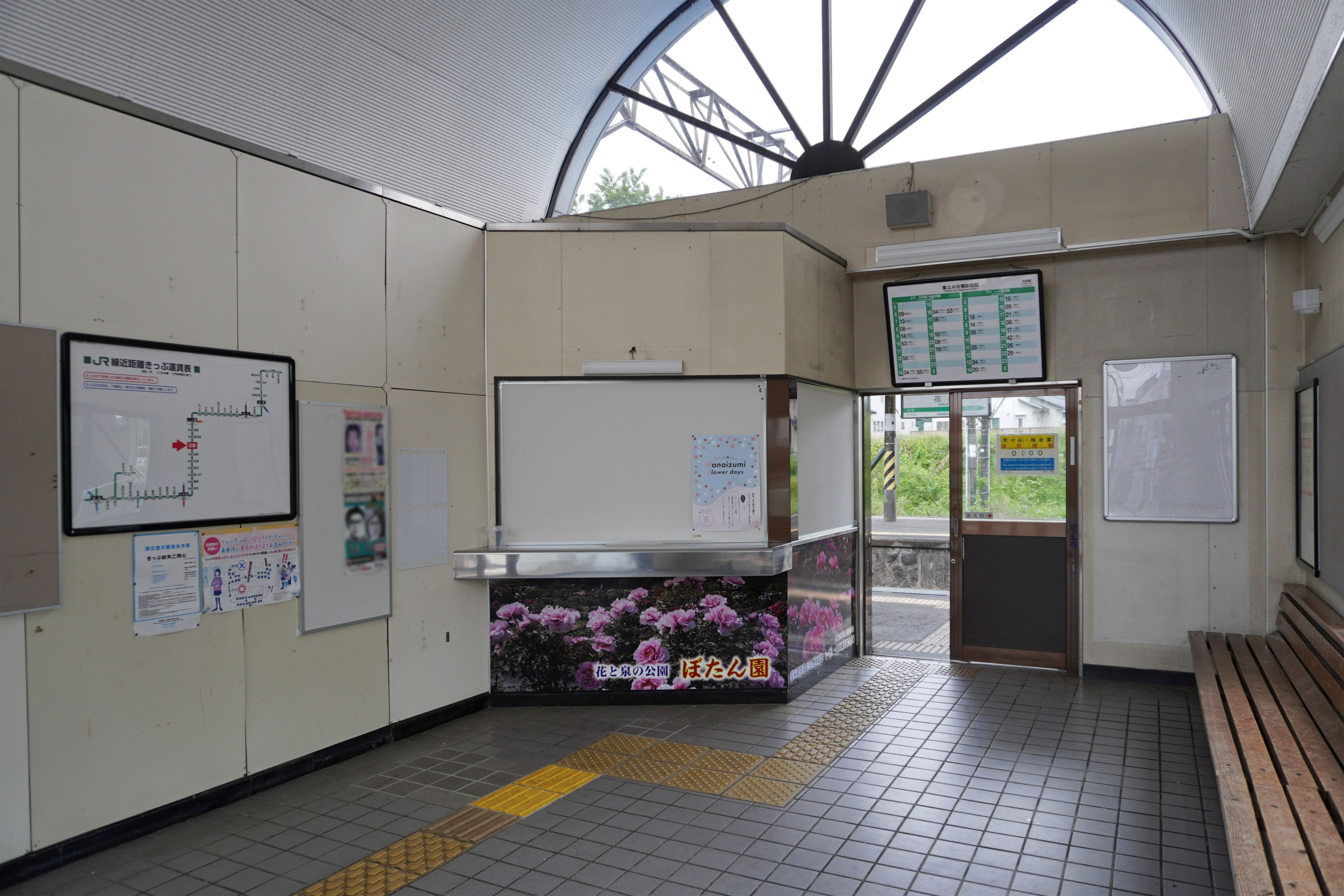
駅舎内（2023年5月）
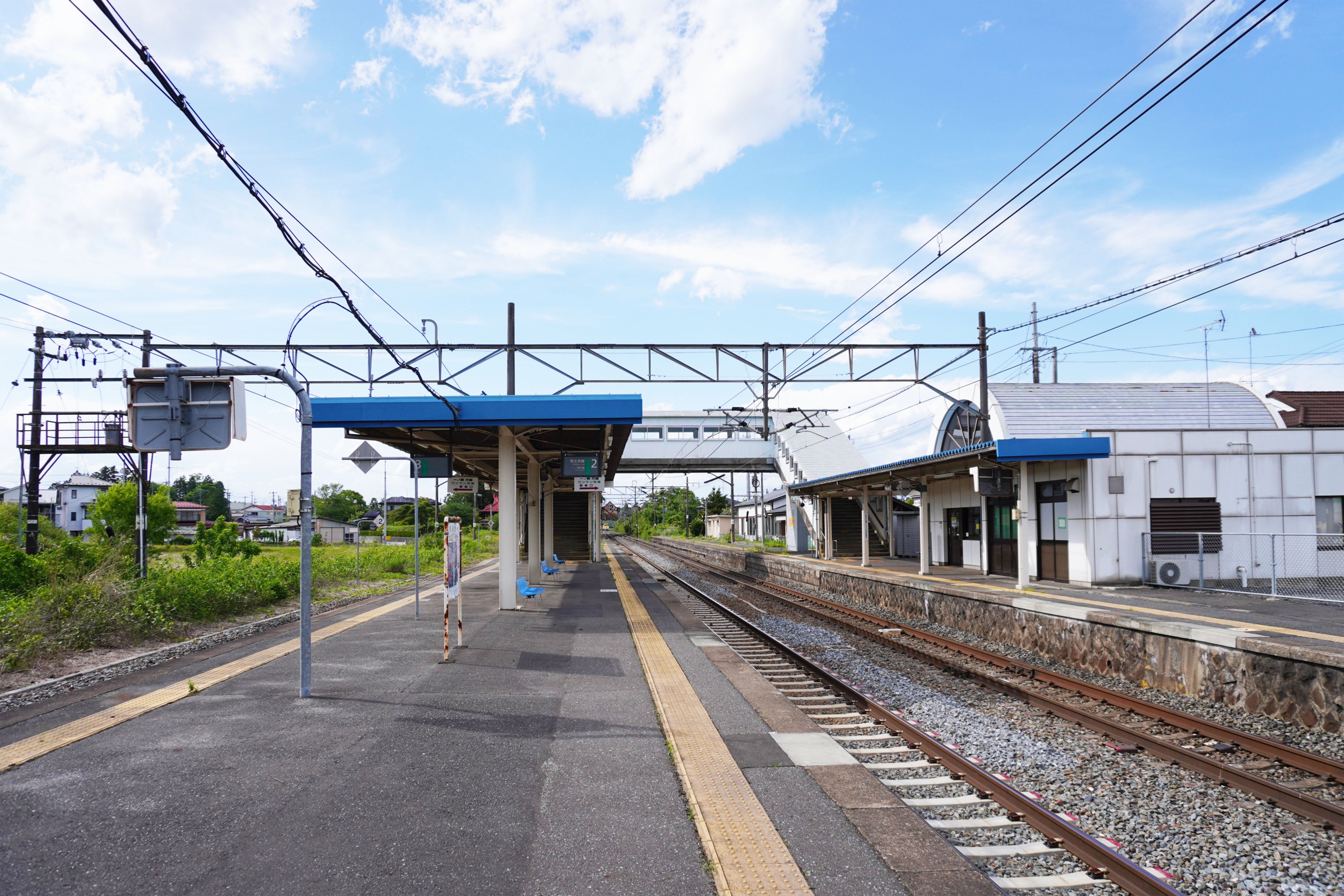
ホーム（2023年6月）

## 利用状況
JR東日本によると、2000年度（平成12年度）- 2020年度（令和2年度）の1日平均乗車人員の推移は以下のとおりであった。
| 1日平均乗車人員推移 | 1日平均乗車人員推移 | 1日平均乗車人員推移 | 1日平均乗車人員推移 | 1日平均乗車人員推移 |
| 年度                | 定期外              | 定期                | 合計                | 出典                |
| ------------------- | ------------------- | ------------------- | ------------------- | ------------------- |
| 2000年（平成12年）  |                     |                     | 588                 | [ 利用客数 1 ]      |
| 2001年（平成13年）  |                     |                     | 557                 | [ 利用客数 2 ]      |
| 2002年（平成14年）  |                     |                     | 499                 | [ 利用客数 3 ]      |
| 2003年（平成15年）  |                     |                     | 505                 | [ 利用客数 4 ]      |
| 2004年（平成16年）  |                     |                     | 515                 | [ 利用客数 5 ]      |
| 2005年（平成17年）  |                     |                     | 491                 | [ 利用客数 6 ]      |
| 2006年（平成18年）  |                     |                     | 458                 | [ 利用客数 7 ]      |
| 2007年（平成19年）  |                     |                     | 431                 | [ 利用客数 8 ]      |
| 2008年（平成20年）  |                     |                     | 422                 | [ 利用客数 9 ]      |
| 2009年（平成21年）  |                     |                     | 403                 | [ 利用客数 10 ]     |
| 2010年（平成22年）  |                     |                     | 390                 | [ 利用客数 11 ]     |
| 2011年（平成23年）  |                     |                     | 414                 | [ 利用客数 12 ]     |
| 2012年（平成24年）  | 150                 | 240                 | 390                 | [ 利用客数 13 ]     |
| 2013年（平成25年）  | 105                 | 251                 | 356                 | [ 利用客数 14 ]     |
| 2014年（平成26年）  | 99                  | 248                 | 347                 | [ 利用客数 15 ]     |
| 2015年（平成27年）  | 94                  | 262                 | 357                 | [ 利用客数 16 ]     |
| 2016年（平成28年）  | 93                  | 274                 | 368                 | [ 利用客数 17 ]     |
| 2017年（平成29年）  | 90                  | 266                 | 357                 | [ 利用客数 18 ]     |
| 2018年（平成30年）  | 93                  | 263                 | 357                 | [ 利用客数 19 ]     |
| 2019年（令和元年）  | 83                  | 243                 | 326                 | [ 利用客数 20 ]     |
| 2020年（令和02年）  | 53                  | 222                 | 276                 | [ 利用客数 21 ]     |

## 駅周辺
- タクシー乗り場
- 一関市役所 花泉支所（旧・花泉町役場）
- 花泉郵便局
- 一関市立花泉中学校
- 岩手県立花泉高等学校
- 岩手県立磐井病院附属花泉地域診療センター
- 花と泉の公園[2]
- 岩手県道21号花泉藤沢線
- 岩手・宮城県道48号弥栄金成線
- 岩手・宮城県道183号若柳花泉線
- 国道342号

## バス路線
コミュニティバスは「一関市営バス#花泉地域」を参照。
- 岩手県交通
  - 涌津下町／一関行き
- 一関市営バス
  - 千厩行き

## 隣の駅
東日本旅客鉄道（JR東日本）
■東北本線
油島駅 - 花泉駅 - 清水原駅

### 記事本文
1. 1 2 3 4 5  「駅の情報（花泉駅）：JR東日本」東日本旅客鉄道。2024年8月25日時点のオリジナルよりアーカイブ。2024年9月3日閲覧。
2. 1 2 3 4 5  『週刊 JR全駅・全車両基地』 23号 盛岡駅・平泉駅・山寺駅ほか74駅、朝日新聞出版〈週刊朝日百科〉、2013年1月20日、21頁。
3. 1 2  「広報いちのせき「I-Style」2月号 > 花泉駅・摺沢駅の無人化 (PDF)」『令和3年度 広報いちのせき「I-Style」』一関市、2022年1月25日、28頁。2022年3月4日閲覧。
4. 1 2 3 4  石野哲（編）『停車場変遷大事典 国鉄・JR編 Ⅱ』（初版）JTB、1998年10月1日、409頁。ISBN 978-4-533-02980-6。
5. ↑  「Suicaエリア外もチケットレスで! 東北エリアから「えきねっとQチケ」がはじまります (PDF)」（プレスリリース）、東日本旅客鉄道、2024年7月11日。2024年8月1日閲覧。
6. 1 2  「JR東日本：駅構内図・バリアフリー情報（花泉駅）」東日本旅客鉄道。2024年9月3日閲覧。

### 利用状況
1. ↑  「JR東日本：各駅の乗車人員（2000年度）」東日本旅客鉄道。2025年7月12日閲覧。
2. ↑  「JR東日本：各駅の乗車人員（2001年度）」東日本旅客鉄道。2025年7月12日閲覧。
3. ↑  「JR東日本：各駅の乗車人員（2002年度）」東日本旅客鉄道。2025年7月12日閲覧。
4. ↑  「JR東日本：各駅の乗車人員（2003年度）」東日本旅客鉄道。2025年7月12日閲覧。
5. ↑  「JR東日本：各駅の乗車人員（2004年度）」東日本旅客鉄道。2025年7月12日閲覧。
6. ↑  「JR東日本：各駅の乗車人員（2005年度）」東日本旅客鉄道。2025年7月12日閲覧。
7. ↑  「JR東日本：各駅の乗車人員（2006年度）」東日本旅客鉄道。2025年7月12日閲覧。
8. ↑  「JR東日本：各駅の乗車人員（2007年度）」東日本旅客鉄道。2025年7月12日閲覧。
9. ↑  「JR東日本：各駅の乗車人員（2008年度）」東日本旅客鉄道。2025年7月12日閲覧。
10. ↑  「JR東日本：各駅の乗車人員（2009年度）」東日本旅客鉄道。2025年7月12日閲覧。
11. ↑  「JR東日本：各駅の乗車人員（2010年度）」東日本旅客鉄道。2025年7月12日閲覧。
12. ↑  「JR東日本：各駅の乗車人員（2011年度）」東日本旅客鉄道。2025年7月12日閲覧。
13. ↑  「JR東日本：各駅の乗車人員（2012年度）」東日本旅客鉄道。2025年7月12日閲覧。
14. ↑  「各駅の乗車人員 2013年度 ベスト100以外（7）：JR東日本」東日本旅客鉄道。2025年7月12日閲覧。
15. ↑  「各駅の乗車人員 2014年度 ベスト100以外（7）：JR東日本」東日本旅客鉄道。2025年7月12日閲覧。
16. ↑  「各駅の乗車人員 2015年度 ベスト100以外（7）：JR東日本」東日本旅客鉄道。2025年7月12日閲覧。
17. ↑  「各駅の乗車人員 2016年度 ベスト100以外（7）：JR東日本」東日本旅客鉄道。2025年7月12日閲覧。
18. ↑  「各駅の乗車人員 2017年度 ベスト100以外（7）：JR東日本」東日本旅客鉄道。2025年7月12日閲覧。
19. ↑  「各駅の乗車人員 2018年度 ベスト100以外（7）：JR東日本」東日本旅客鉄道。2025年7月12日閲覧。
20. ↑  「各駅の乗車人員 2019年度 ベスト100以外（7）：JR東日本」東日本旅客鉄道。2025年7月12日閲覧。
21. ↑  「各駅の乗車人員 2020年度 101位以下（7）| 企業サイト：JR東日本」東日本旅客鉄道。2025年7月12日閲覧。